# NGC 1385
NGC 1385 (również PGC 13368) – galaktyka spiralna z poprzeczką (SBc), znajdująca się w gwiazdozbiorze Pieca. Została odkryta 17 listopada 1784 roku przez Williama Herschela. Galaktyka ta należy do gromady w Erydanie.